# Szalai Gábor
Szalai Gábor Sándor (Kecskemét, 2000. június 9. –) magyar válogatott labdarúgó, a Ferencváros játékosa.

## Pályafutása

### Klubcsapatokban

#### Kecskemét
Szalai a 2010 és 2019 között a Kecskeméti TE akadémiáján nevelkedett. 2019 júliusában lett az akkoriban a magyar harmadosztályban szereplő csapat játékosa. A felnőttcsapat tagjaként első idényében tizenegy bajnoki mérkőzésen lépett pályára, a Kecskemét pedig a bajnokság tizenegyedik helyén végzett. A 2020-2021-es idényben a Kecskeméttel ezüstérmes lett a harmadosztály Közép csoportjában az Iváncsa KSE csapata mögött, azonban mivel utóbbi csapat nem vállalta a feljutást, a Kecskeméti klub szerepelhetett a következő idényben a másodosztályban, ahol ismét ezüstérmesek lettek a Vasas mögött, így feljutottak az élvonalba.
A 2022–23-as idényben 29 mérkőzésen lépett pályára, és 3 gólt szerzett. A sikeres szezonban ezüstérmet szereztek az NB I-ben. Július 27-én kezdőként végig a pályán volt a Riga FC ellen 2–1-re megnyert Konferencia Liga selejtező mérkőzésen.

#### Lausanne-Sport
2024 januárjában a svájci Lausanne-Sporthoz igazolt, 2028-ig írt alá új klubjához.

#### Ferencváros
2024. augusztus 31-én a Ferencváros szerződtette.
2025. április 12-én a Zalaegerszegi TE ellen 2–0-ra megnyert mérkőzésen szerezte első bajnoki gólját zöld-fehér színekben.

### A válogatottban
2023. május 23-án meghívót kapott Marco Rossi szövetségi kapitánytól a Montenegró és Litvánia elleni júniusi Európa-bajnoki selejtezőmérkőzéseire készülő magyar válogatott keretébe.

## Statisztika

### Klubcsapatokban
2025. augusztus 19-i állapot szerint.
| Klub             | Szezon         | Bajnokság      | Bajnokság | Bajnokság | Kupa  | Kupa  | Nemzetközi | Nemzetközi | Egyéb | Egyéb | Összes | Összes |
| Klub             | Szezon         | Liga           | Mérk.     | Gólok     | Mérk. | Gólok | Mérk.      | Gólok      | Mérk. | Gólok | Mérk.  | Gólok  |
| ---------------- | -------------- | -------------- | --------- | --------- | ----- | ----- | ---------- | ---------- | ----- | ----- | ------ | ------ |
| Kecskeméti TE    | 2019–20        | NB III         | 11        | 0         | 2     | 1     | —          | —          | —     | —     | 13     | 1      |
| Kecskeméti TE    | 2020–21        | NB III         | 29        | 4         | 2     | 0     | —          | —          | —     | —     | 31     | 4      |
| Kecskeméti TE    | 2021–22        | NB II          | 30        | 10        | 3     | 0     | —          | —          | —     | —     | 33     | 10     |
| Kecskeméti TE    | 2022–23        | NB I           | 29        | 3         | 1     | 0     | —          | —          | —     | —     | 30     | 3      |
| Kecskeméti TE    | 2023–24        | NB I           | 15        | 4         | 2     | 0     | 2          | 0          | —     | —     | 19     | 4      |
| Kecskeméti TE    | Összesen       | Összesen       | 114       | 21        | 10    | 1     | 2          | 0          | —     | —     | 126    | 22     |
| Kecskeméti TE II | 2022–23        | NB III         | 1         | 0         | —     | —     | —          | —          | —     | —     | 1      | 0      |
| Kecskeméti TE II | Összesen       | Összesen       | 1         | 0         | —     | —     | —          | —          | —     | —     | 1      | 0      |
| Lausanne-Sport   | 2023–24        | Super League   | 14        | 0         | —     | —     | —          | —          | —     | —     | 14     | 0      |
| Lausanne-Sport   | 2024–25        | Super League   | 2         | 0         | 1     | 0     | —          | —          | —     | —     | 3      | 0      |
| Lausanne-Sport   | Összesen       | Összesen       | 16        | 0         | 1     | 0     | —          | —          | —     | —     | 17     | 0      |
| Ferencváros      | 2024–25        | NB I           | 13        | 4         | 5     | 0     | 2          | 0          | —     | —     | 20     | 4      |
| Ferencváros      | 2025–26        | NB I           | 4         | 0         | 0     | 0     | 5          | 1          | —     | —     | 9      | 1      |
| Ferencváros      | Összesen       | Összesen       | 17        | 4         | 5     | 0     | 7          | 1          | —     | —     | 29     | 5      |
| Teljes karrier   | Teljes karrier | Teljes karrier | 148       | 25        | 16    | 1     | 9          | 1          | —     | —     | 173    | 27     |

1. ↑  Magában foglalja az UEFA-bajnokok ligájában, illetve az UEFA Európa Konferencia Ligában való pályára lépéseit.

### A válogatottban
| Magyarország | Magyarország | Magyarország |
| Év           | Mérk.        | Gólok        |
| ------------ | ------------ | ------------ |
| 2025         | 1            | 0            |
| Összesen     | 1            | 0            |

### Mérkőzései a válogatottban
| Magyarország | Magyarország    | Magyarország           | Magyarország | Magyarország | Magyarország | Magyarország | Magyarország | Magyarország |
| #            | Dátum           | Helyszín               | Hazai        | Eredmény     | Vendég       | Kiírás       | Gólok        | Esemény      |
| ------------ | --------------- | ---------------------- | ------------ | ------------ | ------------ | ------------ | ------------ | ------------ |
| 1.           | 2025. június 6. | Budapest, Puskás Aréna | Magyarország | 0 – 2        | Svédország   | barátságos   | -            | 79'          |
|              | Összesen        |                        |              | 1            | mérkőzés     |              | 0            | gól          |

## Sikerei, díjai
Kecskeméti TE
- NBI ezüstérmes (1): 2022–23[6]
- NBII ezüstérmes (1): 2021–22
- NBIII ezüstérmes (1): 2020–21

 Ferencváros
- Magyar bajnok (1): 2024–25[7]
- Magyar kupa ezüstérmes (1): 2024–25